# Genetische Assimilation
Genetische Assimilation ist ein von Conrad Hal Waddington 1953 erstmals verwendeter Begriff in der Evolutionsbiologie. Gemeint ist „die genetische Fixierung einer adaptiven plastischen Antwort im Genom“. Nimmt die phänotypische Plastizität ab, spricht Gilbert von genetischer Assimilation, nimmt sie zu, von genetischer Akkommodation.
Der genetischen Assimilation geht die phänotypische Variation in der Entwicklung (Ontogenese) voraus. Dieser folgt epigenetische Assimilation, dann die genetische Assimilation. Im Zusammenhang mit der Entstehung von phänotypischen Innovationen sprechen Müller/Newman sinngemäß davon, dass die Vorgänge als mehrfach zu durchlaufende Prozesskette verstanden werden müssen: „Genetische Integration stabilisiert und bestimmt zunehmend den generativen Prozess, der in einem immer engeren Mapping zwischen Genotyp und Phänotyp resultiert“
Vertreter der Erweiterten Synthese der Evolutionstheorie sehen Waddingtons Genetische Assimilation als Vorläufer ihrer eigenen Theorien und sehen auch Iwan Iwanowitsch Schmalhausen als frühen Vertreter der genetischen Assimilation.

## Kritik
In einer gemeinsamen Stellungnahme gegen die Begriffs-Initiative „Extended Evolutionary Synthesis, EES“ (Erweiterte Synthese in der Evolutionstheorie) veröffentlichten im Jahre 2014 sieben Biologen folgende Einschätzung zum Begriff Genetische Assimilation:
„Vor über 50 Jahren beschrieb der Entwicklungsbiologe Conrad Waddington einen Prozess, den er genetische Assimilation nannte. Dabei können neue Mutationen eine plastische Eigenschaft in eine andere umwandeln, die sich im Folgenden auch ohne die spezifische Ursache ausbildet. Außerhalb vom Labor gibt es dafür nur wenige Beispiele. Ob dies nun daran liegt, dass dieses Phänomen bisher nicht ernsthaft beachtet wurde, oder ob es sich um eine echte Rarität in der Natur handelt, können wir nur durch weitere Untersuchungen herausfinden.“